# Pierella heracles
Pierella heracles är en fjärilsart som beskrevs av Jean Baptiste Boisduval 1870. Pierella heracles ingår i släktet Pierella och familjen praktfjärilar. Inga underarter finns listade i Catalogue of Life.